# Marthe Boël
Pour les articles homonymes, voir Famille Boël et Boël.
Marthe Boël, née de Kerchove de Denterghem à Gand, le 3 juillet 1877 et morte le 18 janvier 1956 à Bruxelles) est une féministe belge, militante libérale, prisonnière politique et philanthrope.

## Biographie
Marthe de Kerchove de Denterghem est née le 3 juillet 1877 à Gand dans une famille de vieille noblesse, engagée politiquement du côté libéral. Elle est la troisième fille du Comte Oswald de Kerchove de Denterghem (1844-1906), avocat, puis sénateur et gouverneur de la province du Hainaut, et de Marie Lippens (1850-1918), fille d’Auguste Lippens.
Elle passe donc une partie de sa jeunesse à Mons où elle commence l'enseignement primaire à l'école de Marie Popelin, le Denier libéral. Elle fréquente ensuite l'Institut Kerkhove de Gand, fondé par son grand-père Charles de Kerkove de Denterghem et, finalement à Paris, où elle obtient le Brevet supérieur en 1895 et suit les cours de l'Académie d'art Julian. Elle bénéficie ainsi d'une éducation exceptionnelle pour une jeune fille à cette époque. 
Le 18 octobre 1898, elle épouse Pol Boël, directeur de l'Usine Gustave Boël (en) à La Louvière. Le couple aura quatre enfants : René, Max, Lucien et Marie-Anne. A la Louvière, elle s’engage dans différentes œuvres de charité et fonde le Cercle des Dames Libérales. Elle préside dès 1904 une société de secours mutuels pour des ouvriers et participe, en 1912, à la création d'une consultation pour nourrissons puis, l'année suivante à la création d'une mutualité féminine. 
Par son père, elle entre en contact avec le milieu féministe belge où elle rencontre Hélène Goblet d’Alviella et Jane Brigode. 

### La Première guerre mondiale
Lorsque la Première Guerre mondiale éclate, elle commence à travailler comme ambulancière et rejoint l’Union patriotique des femmes belges, dirigée par Jane Brigode. Elle rejoint la résistance. Elle crée, avec son mari, différentes œuvres chargées d'aider la population. Elle organise également un service postal clandestin et gratuit entre les soldats et leurs parents.
Elle est arrêtée en même temps que son mari en octobre 1916. Elle est jugée par le tribunal de campagne à Charleroi, condamnée à deux ans de prison et 2000 marks d'amende et déportée à la forteresse de Siegburg. Elle s'y lie d'amitié avec la princesse Marie de Croÿ, également détenue, avec qui elle fonde après la guerre, l'Association des ex-prisonnières de Siegburg. Sa santé se détériore durant son séjour en prison et en 1917, elle est échangée contre Frau von Schnee, l'épouse du gouverneur de l'Afrique de l'Est allemande. Elle vit le reste de la guerre en exil à Gstaad (Suisse) avec ses trois plus jeunes enfants tandis que son fils aîné s'engage dans l'armée belge à 17 ans. En Suisse, elle organise encore un réseau de ravitaillement pour prisonniers de guerre.
Après la guerre, elle s'engage sur deux fronts l'organisation des femmes libérales et le féminisme.

### Le combat féministe
La paix revenue, Marthe Boël s'engage dans l'action féministe avec le but d'obtenir le droit de vote pour les femmes. Elle-même, en tant qu’héroïne de guerre, est l’une des rares femmes autorisées à voter en Belgique lors des élections nationales d’après-guerre. Le droit de vote des femmes étant alors strictement limité à des situations liées à la guerre. Elle considère ce privilège comme une injustice envers les autres femmes. 
En 1921, elle devient membre du Conseil National des Femmes Belges (CNFB), fondé par Marie Popelin en 1904 et elle y succède à Marguerite Van de Wiele en tant que présidente en 1935. Elle y apporte ses lettres de respectabilité et attire une nouvelle génération de jeunes universitaires, comme Georgette Ciselet, Fernande Baetens, Paule Lamy ou encore Marcelle Renson, qui sont les premières femmes inscrites au Barreau, ce qui permet de donner un second souffle au CNFB.  
Cette hétérogénéité  des associations membres présente toutefois des inconvénients. Leurs motivations sont parfois divergentes et peuvent s'éloigner de l’émancipation féminine, ce qui  oblige le Conseil à modérer ses accents féministes et affaiblit ses positions. 
En 1936, lors de la conférence de Dubrovnik, elle est élue présidente du Conseil international des femmes, sur proposition de sa fondatrice Lady Aberdeen. Pacifiste convaincue, en tant que membre de l’Union belge pour la Société des Nations, elle a des contacts avec Paul Hymans, Pierre Orts et Jules Destrée. Elle est nommée Présidente de la Commission pour l’émancipation des femmes et le rôle politique international des femmes par la Ligue des Nations.

### Le Parti libéral
Jane Brigode l’introduit dans le Parti libéral, où, en 1919, elle devient membre de la Commission des problèmes des femmes sous Paul-Emile Janson. Déçue par la réticence des partis politiques à accorder le droit de vote aux femmes, elle organise en 1920 la première Conférence des femmes, avec Jane Brigode. En 1921, Jane Brigode et elle fondent l’Union des femmes libérales de l’arrondissement de Bruxelles et en 1923, elles fondent, avec Alice De Keyser-Buysse, la Fédération nationale des femmes libérales, dont elle devient la première Présidente. Elle démissionne cependant en 1936 car elle souhaite élargir son horizon et travailler au-delà des frontières des partis politiques.

### La Seconde Guerre mondiale
Cependant, elle est consciente du danger qui se profile et organise l'avenir du Conseil international des femmes en confiant ses archives à la vice-présidente, la suissesse Renée Girod et, en lui demandant dès 1943, d'en assurer la présidence par intérim. 
Au début de la Seconde Guerre mondiale, elle se retire dans sa propriété de Chenoy où son mari décède en 1941. Lorsque l’Université Libre de Bruxelles doit fermer ses portes à cause des nazis, elle fournit un espace dans son domaine et un lieu de rencontre. Elle prépare un projet de réforme de l'enseignement repris ultérieurement par le parti libéral. 
Elle réunit chez elle, clandestinement, des hommes politiques et des chefs d'entreprises en vue de préparer l''après-guerre et héberge un certain temps, la famille de l'avocat Jean Fonteyne, un résistant communiste, qui vit dans la clandestinité.
Dès février 1945, elle se rend à Londres pour relancer les activités du Conseil international des femmes. En 1946, elle rétablit le Conseil National des femmes belges et se lance dans la campagne pour le suffrage des femmes.
En 1947, elle préside le premier congrès du CIF à Philadelphie et y annonce sa démission afin de laisser la place aux jeunes militantes. Nommée présidente d'honneur, elle continue cependant à collaborer activement avec Jeanne Eder, la nouvelle présidente. Elle reste membre du comité belge pour la coopération des Nations unies. 
En 1952, elle se retire également du Conseil national des femmes belges et en reste la Présidente d'honneur et membre du comité exécutif.
En 1952, elle prend la parole pour la dernière fois à une conférence du Conseil, à l’Acropole, depuis le Parthénon, le temple de Pallas Athéna.
En 1955, elle publie «Le Féminisme en Belgique, 1892-1914», avec Christiane Duchène.

### Action caritative
Marthe Boël est active également dans le domaine social et s'investit dans de nombreuses associations principalement en faveur des mères et des enfants.
Elle crée ainsi le Secrétariat des Œuvres sociales libérales (aujourd'hui Asbl Solidarité, Groupement social libéral), la Fédération des foyers belges de l'YWCA (Young Women's Christian Association) (avec Hélène Goblet d'Alviella) ou encore le mouvement scout les Girls Guides.
Après 1945, elle prend ses distances avec le Secrétariat des Œuvres sociales et la Fédération nationale des femmes libérales.
Elle a été honorée à de nombreuses occasions pour son travail. 
Elle décède le 18 janvier 1956 à Bruxelles.

## Hommages
En 1950, on lui attribue la médaille du parti libéral.
En 2009, un timbre poste est émis à son effigie.